# Nathalie Porte
Nathalie Porte (nascida em 2 de fevereiro de 1973) é uma política francesa. Ela serviu como membro da Assembleia Nacional em representação do 3º círculo eleitoral de Calvados e é membro dos Republicanos.